# JR東日本GV-E400系気動車
GV-E400系気動車（GV-E400けいきどうしゃ）は、東日本旅客鉄道（JR東日本）の一般形気動車。
老朽化したキハ40系気動車の置き換えを目的に新造された車両である。 2019年（令和元年）8月19日に営業運転を開始した。
「GV」は「Generating Vehicle」の意であり、通常の気動車に使われる「キ」、ディーゼルハイブリッド車両の「HB」に相当する駆動方式を表す記号である。また、形式名の百の位の数字「4」も、「電気式気動車」を表す。

## 概要
ディーゼルエンジンの動力で発電した電力で主電動機を駆動する、いわゆるディーゼル・エレクトリック方式の電気式気動車である。ただし、本系列はこれまでJR東日本で開発・採用されてきた、シリーズ式ディーゼルハイブリッドは採用されていない。

## 開発の経緯
新潟・秋田地区への車両新造にあたって行われた公募調達では、当初から「当社としては新方式となる新型電気式気動車」を調達するとされていた。本系列を採用した理由についてJR東日本は以下のように説明している。
- 電車で培われた技術やメンテナンス方法がフィードバックできる
- 液体式気動車特有の機械的駆動部分[注 3]がなくなること
- 電車との共通部品の採用や駆動軸の多軸化による、安全安定輸送と質の高いサービスの提供

また、登場時に『鉄道ジャーナル』誌ではハイブリッド車とならなかった理由について、以下の点を指摘している。
- イニシャルコストの面で不利
- 走行用蓄電池を積むことによる相応の重量増・メンテナンスの必要性

## 構造

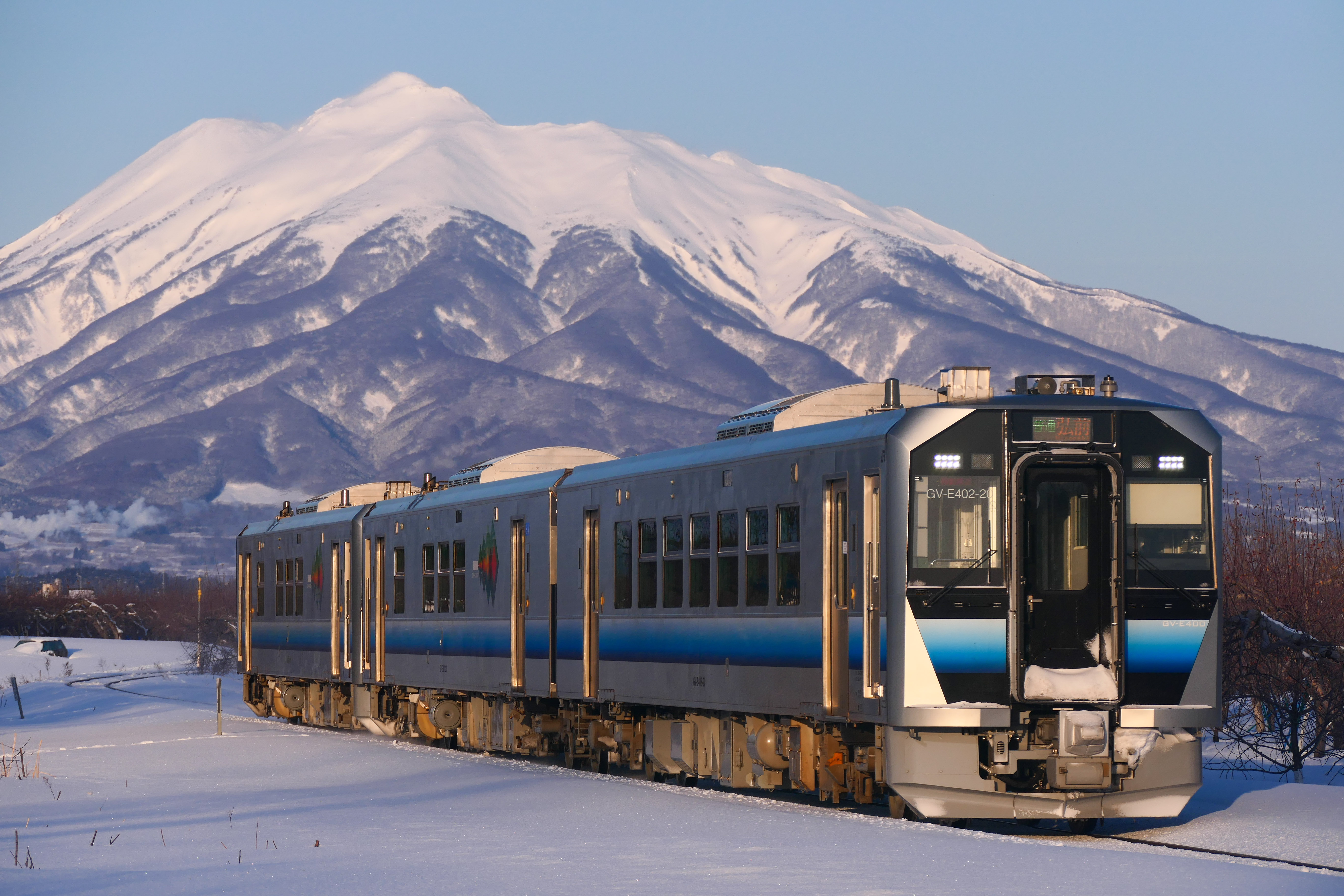
五能線を走行する秋田総合車両センター南秋田センター所属車（2021年2月）

「長年に渡り沿線の日常を支える公共交通としての信頼感」と「時代が変わっても風化しないシンプルさ」を志向した。
先頭部は「金属の塊から削り出した印象」を狙った大きなガラス面とエッジの立った構成とし、先頭部から側面へ繋がる面構成と稜線の工夫によって全体の一体感を高めている。
車体はステンレス無塗装であるが、前面・側面の下部に帯が入れられている。そのデザインは配置地区ごとに異なっており、新潟地区向けでは黄色とトキピンク色がドットでライン状に配され、秋田地区向けでは日本海の水平線をイメージした青と白のグラデーションのラインが入れられている。

### 車体
車体長は20 m 級（19,500 mm）であり、車体下部の台枠を除き、ステンレス鋼を使用している。車体幅は2,800 mm で、裾絞りのないストレート車体としている。踏切事故対策として前頭部を強化しており、加えて構体に「リング構造」を採用し、側面からの衝撃荷重を受けた時の車体構体の変形量抑制を図っている。
床面高さはレール面上1,150 mm であり、客室扉は片開き・片側2扉とし、ステップ（レール面上高さ970 mm）を設けている。
前部標識灯と後部標識灯は、前面上部のキセ（覆い）の中に2灯のLED前部標識灯を外側に、2灯のLED後部標識灯を内側にそれぞれ配置しており、防曇対策として、前部上部のキセ内まで熱線プリントガラスとしている。
側窓は面積確保のため上下分割の上部降下窓と下部固定窓の組合わせとした。ガラスは可視光線・日射熱線（IR）の透過率が少なく、紫外線（UV）は100 %カットする強化型のIR・UVカットガラスを採用し、ブラインド等の日除けは省略した。

### 主要機器
床下の機器配置はGV-E400形を基本配置に、GV-E401形は同配置、GV-E402形は点対称配置とした。床下の艤装スペース確保の都合から、制御用蓄電池の2段化、機器箱の一体化などが行われている。
以下文中で「前位」「後位」の語を用いるが、GV-E400形・GV-E401形は羽越本線基準で新津方が後位、GV-E402形は逆となっている。
他形式との併結は考慮されていない。

#### 動力・電源関係

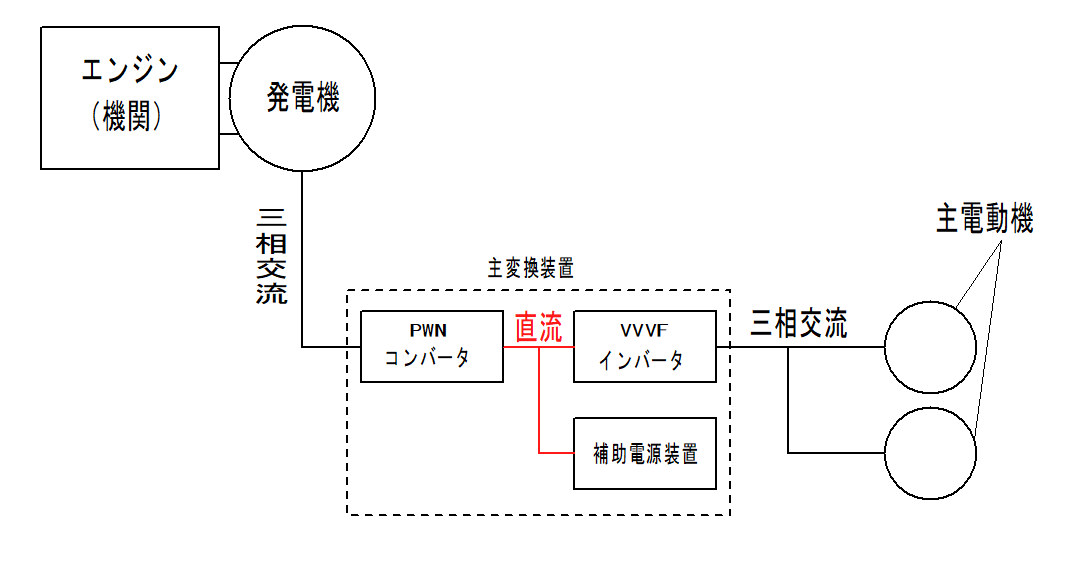
主回路の大まかな見取り図

本形式は前述するように電気式気動車であり、動力はディーゼルエンジンで主発電機を駆動して得られた三相交流電源をPWM（パルス幅変調方式）コンバータで直流に変換し、それをVVVFインバータで三相可変電圧可変周波数に変換して主電動機の三相誘導電動機を駆動させている。主電動機の制御は1C2M方式を採用している。
主回路は以下の3つのモードを持つ。
- 機関始動モード
  - 主変換装置に内蔵されたシステム起動用バッテリー（総電圧346V・最大出力32kW）により、主変換装置のコンバータによる制御を介して機関に直結している主発電機を起動用モーターとして駆動させ、機関が自立回転するまで機関始動を行う。機関自立回転後には定電圧制御モードへ移行する。
- 定電圧制御モード
  - 主発電機で発電した電力を車両の補助回路機器と主電動機とで分け合う。安定した電力供給のため、中間リンク電圧は負荷に応じて一定に制御される。
- 抑速制御モード
  - 抑速ブレーキ時には、主電動機の回生ブレーキにより発生した回生電力を車両の補助回路機器の電力と、機関と直結した主発電機をエンジン・排気ブレーキモードで電動機として回転させ、電力として消費させる。

#### 機関・主発電機

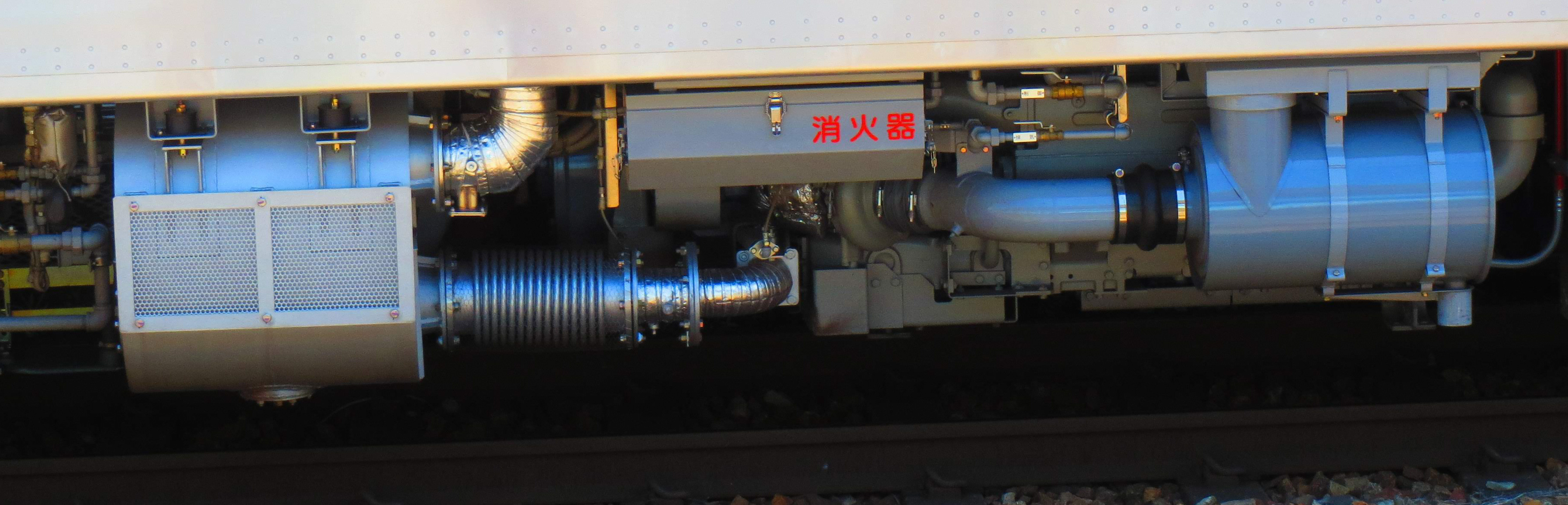
DMF15HZD-G形機関

機関は小松製作所製燃料直接噴射式のDMF15HZD-G形（定格出力331kW≒450PS/2000rpm、総排気量15.24リットル、4サイクル直列6気筒横形、ターボチャージャー・アフタークーラー付き）である。排出ガスの清浄化と低騒音化のため、燃料噴射系統にコモンレールと高圧フュエルサプライポンプを採用している。
主発電機は開放形強制通風方式のDM115形三相誘導発電機（定格出力305kW）を搭載し、機関とは直結駆動され、車両に必要な電力を供給している。
なお、前述のように機関始動には主発電機を用いるため、スターターは省略されている。

#### 制御装置

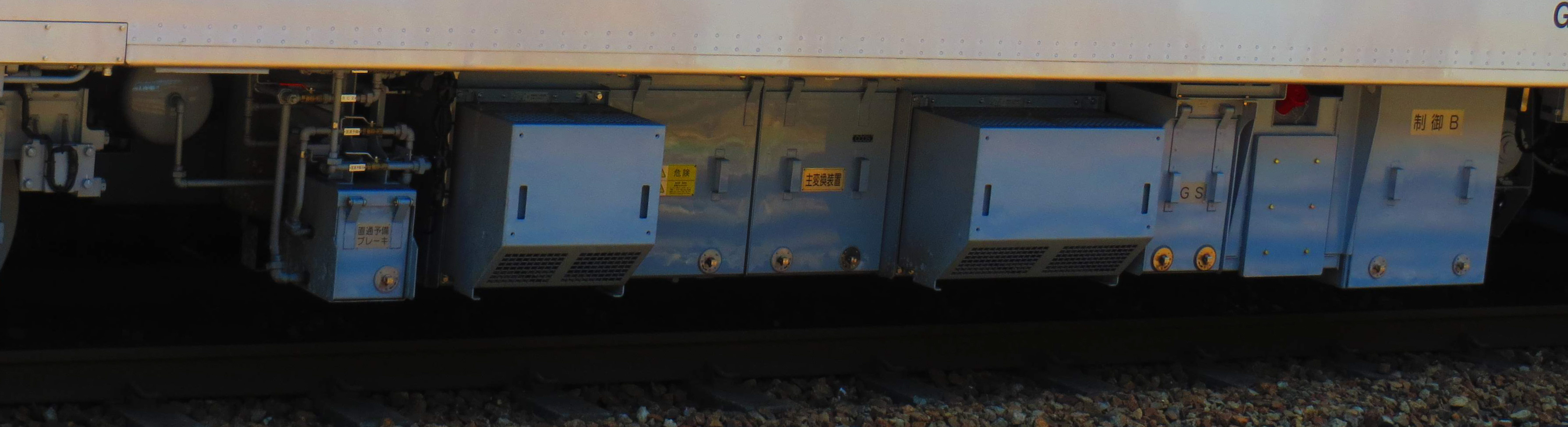
CI 27形 主変換装置

PWMコンバータ部とVVVFインバータ部と補助電源装置部で構成された三菱電機製CI 27主変換装置を搭載している。半導体素子にはダイオード側にSiC素子を採用しており、PWMコンバータは三相2レベル方式電圧形PWMコンバータ、VVVFインバータは三相2レベル方式電圧形VVVFインバータ、補助電源装置部は半導体素子にハイブリッドSiC素子を採用した2レベル方式の静止形インバータ（SIV）である。
補助電源装置部はPWMコンバータで変換した直流を三相または単相一定電圧一定周波数に変換して車両の補助回路機器に電力を供給しており、出力63kVAの三相交流440V、出力7kVAの単相交流100Vをそれぞれ出力する。

#### 台車
| DT87形電動台車 |  | TR270形付随台車 |
| DT87形電動台車 |  | TR270形付随台車 |

動台車（DT87形）を車体後位、付随台車（TR270形）を車体前位に配置する。いずれも川崎重工業製の軸梁式ボルスタレス台車で、軸距離は2100mmである。車軸軸受は円錐ころ軸受を採用した。基礎ブレーキは踏面片押し式のユニットブレーキとしているほか、付随台車のみ1軸1枚のディスクブレーキを併用する。また、ミュージェット噴射装置を装備している。

#### 主電動機
全閉形自己通風方式のMT81形三相誘導電動機（出力105kW）を動台車に2基搭載する。全閉構造としたことで内部清掃は不要としている。加えて回転子非解体交換構造を採用し、軸受とそのグリース交換時に、電動機の回転子は分解不要とした。

#### 制動装置
電気指令式空気ブレーキ方式を採用しており、ブレーキ指令は引通し線による電気指令で行なわれる。常用ブレーキ・非常ブレーキ・直通予備ブレーキ・耐雪ブレーキの4つのブレーキ系統を有する。常用ブレーキはブレーキ制御装置内のブレーキ制御器でマスコンのノッチ指令に応じた指令空気圧の指令と制御を行い、指令空気圧は応荷重機能付きの中継弁に送られた後に、ノッチ指令に応じたブレーキシリンダー圧力が出力される。制御装置はドイツ・クノールブレムゼの製品が採用されている。

#### 電動空気圧縮機
潤滑油が不要なタイプのスクロールコンプレッサーを、各車に1台設置している。圧縮され高温となった空気は、アフタークーラーにより冷却され除湿装置で除湿された後に、2次側に供給される。除湿された水分はパージ空気とともに、水蒸気として大気に排出している。制御はブレーキ制御装置内のブレーキ制御器で行う。

### その他機器
空調装置は屋根上に室外上面カバーの板厚アップや補強追加により耐寒耐雪仕様とした集中形空調装置AU741形（出力38.4 kW≒33,000 kcal/h）を搭載し、冷房のほか、内蔵されたヒータ（12 kW）で急速暖房と除湿運転も行う。
また、暖房については、座席下の吊り下げ式、デッキ部の壁設置（約13 kW）など、全て電気ヒーターで賄うため、従来の気動車で採用されていたエンジンの冷却水を利用した温水や温風暖房はない。
空調制御は年間を通じて、カレンダー機能による季節認識と車内の温度・湿度・車外温度および乗車率を検知して、冷房・暖房・送風・除湿モードを自動で選択する完全自動制御とし、最適な温度設定を行っている。なお、空調制御で用いた各種データは、空調制御器のデータロガーに保存される。
| 半自動ドアボタン（車外側） |  | 半自動ドアボタン（車内側） |
| 半自動ドアボタン（車外側） |  | 半自動ドアボタン（車内側） |

戸閉装置は直動空気式で、押しボタンにより開閉する半自動機能を持つ。戸閉力弱め機構により、ドア全閉後にいったん戸閉力を弱めることで乗客がドアに挟まれた場合でも容易に脱出できるようにしている。
ATS-PとATS-Psを機能集約した統合型ATS車上装置を搭載し、装置自体の小型化と艤装配線削減を狙っている。車上装置は送受信制御部・継電器盤・ATS-P,Ps切換器で構成され、運転台選択スイッチの設定により、関係機器類が自動的に切り替わる。
通常の車内放送（5 km/h未満での走行中は車外放送も可）と連絡通話機能を有しており、車内放送の入・切はモニタ装置画面から設定可能である。非常通話装置はブザー音とともに乗務員と相互に通話可能なタイプとしており、どの車両からの非常通報であるかを後述のモニタ装置画面から確認可能としている。
モニタ装置は主回路・ブレーキ制御装置・空調制御器・ワンマン制御装置・ディーゼル機関などと接続され、各機器の状況・情報を把握可能なほか、乗務員支援機能としてワンマンおよびツーマン運転時の設定、自動放送や前面・側面表示器などの案内表示器の設定、自動放送装置および前面・側面表示器に対するテスト指令の送信、モニタ装置の動作チェック機能の自己診断機能、運転状況記録・故障記録・状況監視記録をすべてモニタ装置に記録する検修支援機能がある。基幹伝送は従来標準のARCNET方式からイーサネット方式に変更、機器間伝送はRS-485、編成間伝送はARCNETを採用している。

#### 屋根上機器
前述の空調装置のほか、GPS/準天頂衛星アンテナ、次世代閉塞アンテナの台座を準備工事として設置している。また、秋田総合車両センター南秋田センター所属車では、列車無線が整備されていない津軽線中小国駅 - 三厩駅間に入線するため、衛星携帯電話アンテナが設置されている 。

### 車内
新津運輸区所属車、秋田総合車両センター南秋田センター所属車でそれぞれ異なる。
前者は座席モケットや天井など全体をトキピンク色を基調とした色彩で統一した。後者は座席モケットに運用線区の五能線の海をイメージした青色、座席の袖仕切りや天井に、白神山地のブナをイメージした木目調のデザインが採用された。
いずれも室内灯はLED照明を採用した。

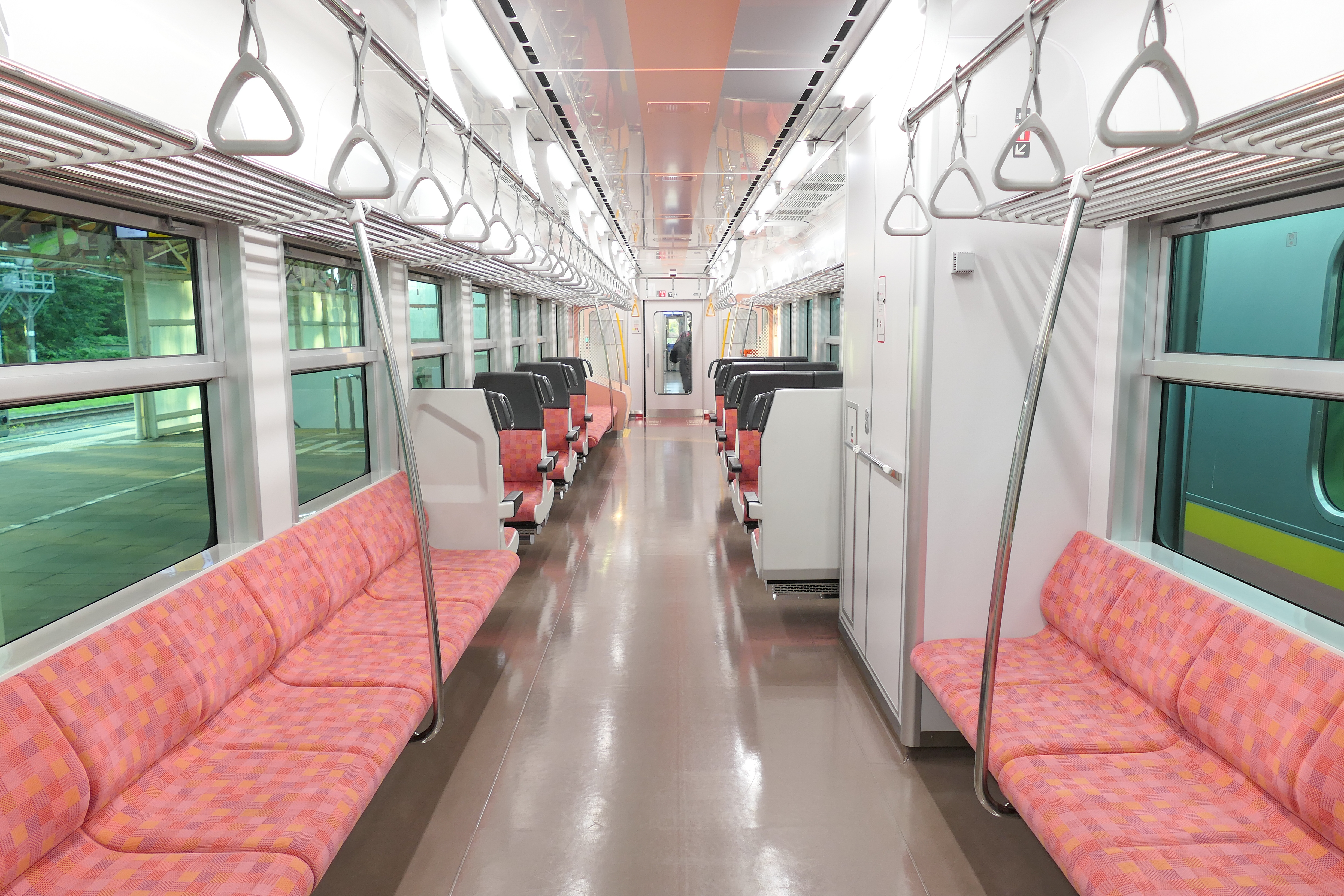
新津運輸区所属、GV-E402-1の車内（2022年7月）
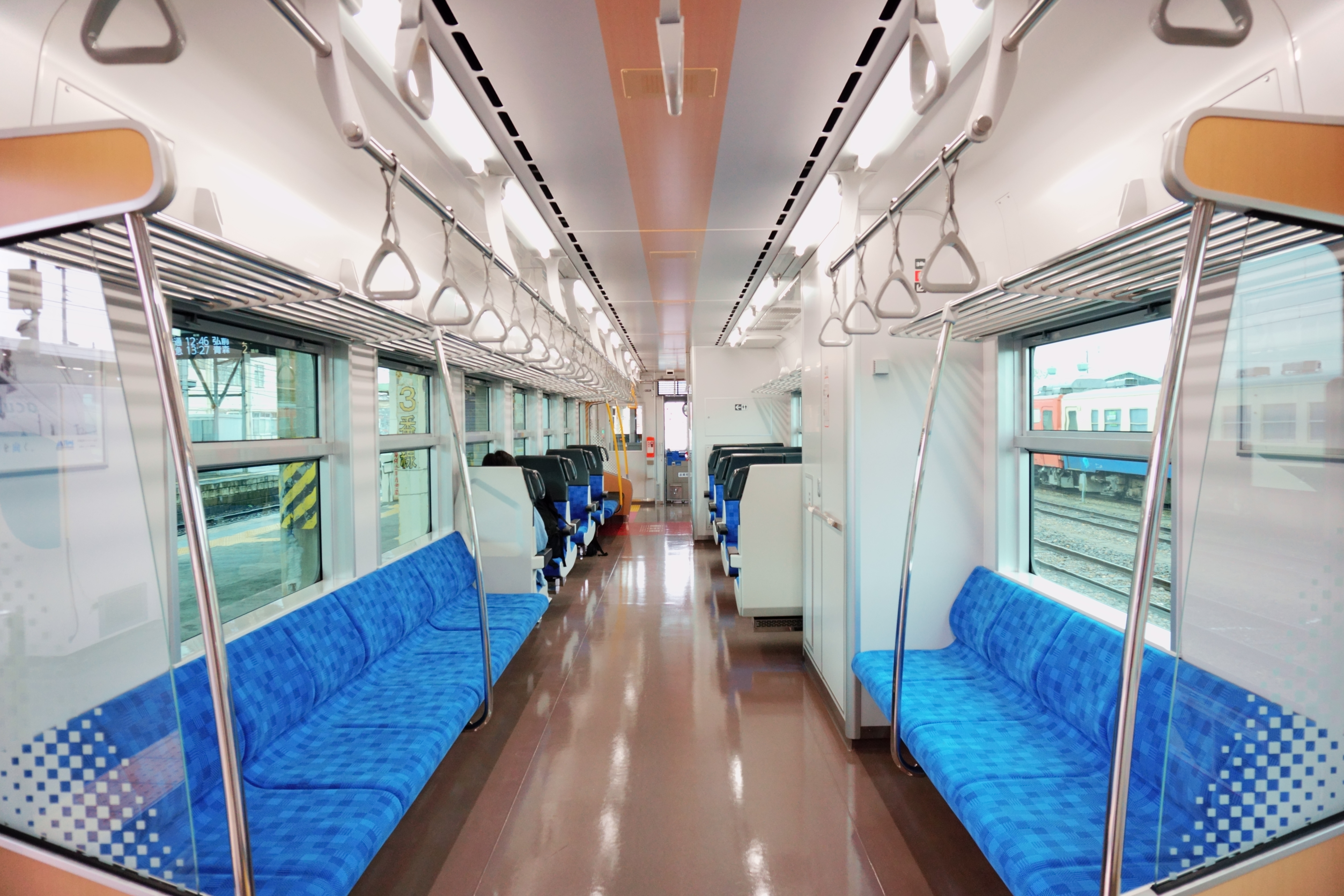
秋田総合車両センター南秋田センター所属、GV-E400-14の車内（2021年4月）

座席は車内中央部をクロスシート（2+1列）3区画、その他をロングシートとしたセミクロスシートである。ロングシート部は中間にスタンションポールを設置したほか、出入口部の袖仕切は冬季での寒さ対策として大型化している。優先席は、GV-E400形は車椅子スペース隣接のロングシート、そのほかは車端部のロングシートに設定した。つり革高さはロングシート部1,630mm、車端部1,580mmとした。

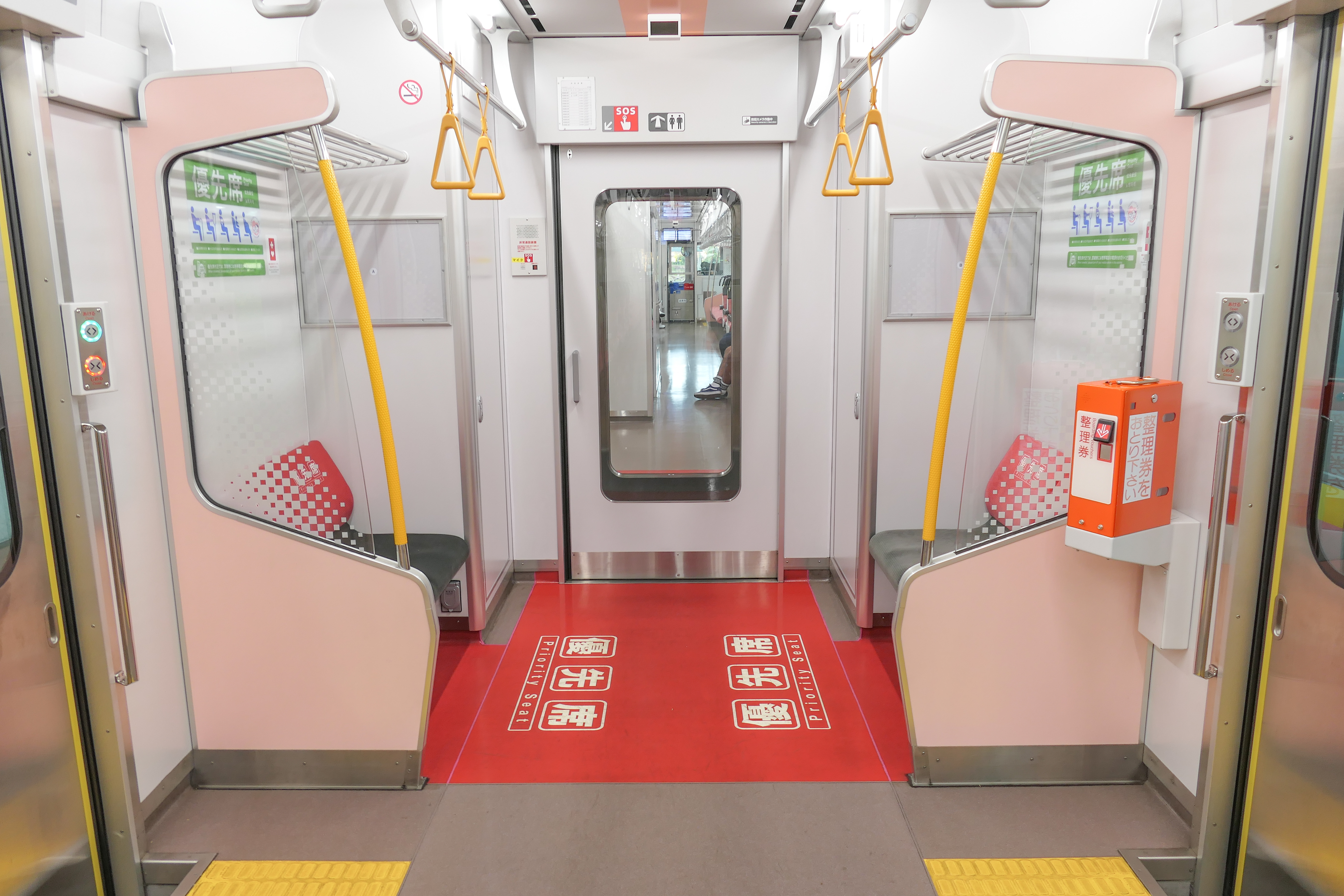
優先席（2022年7月）
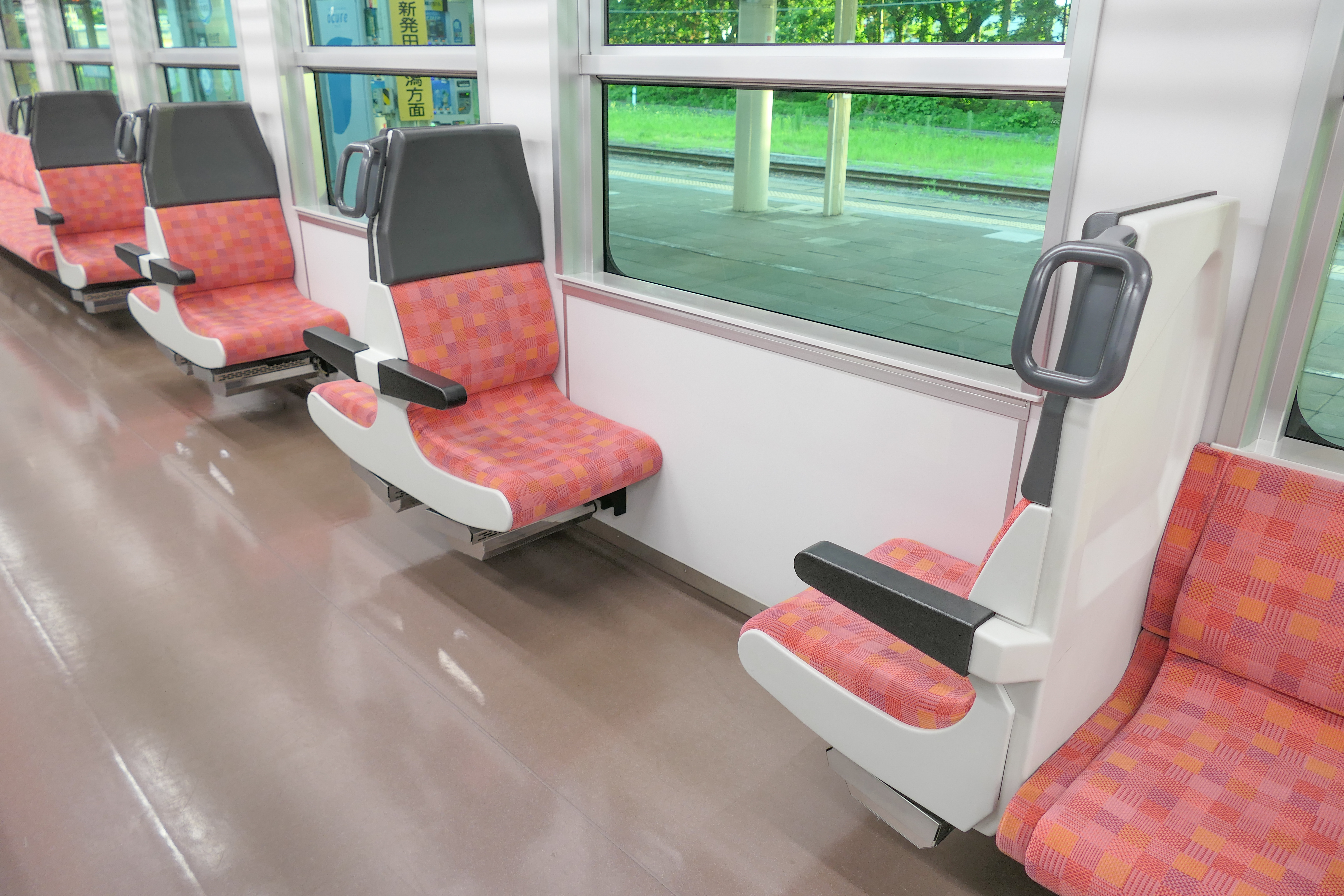
1列クロスシート（2022年7月）
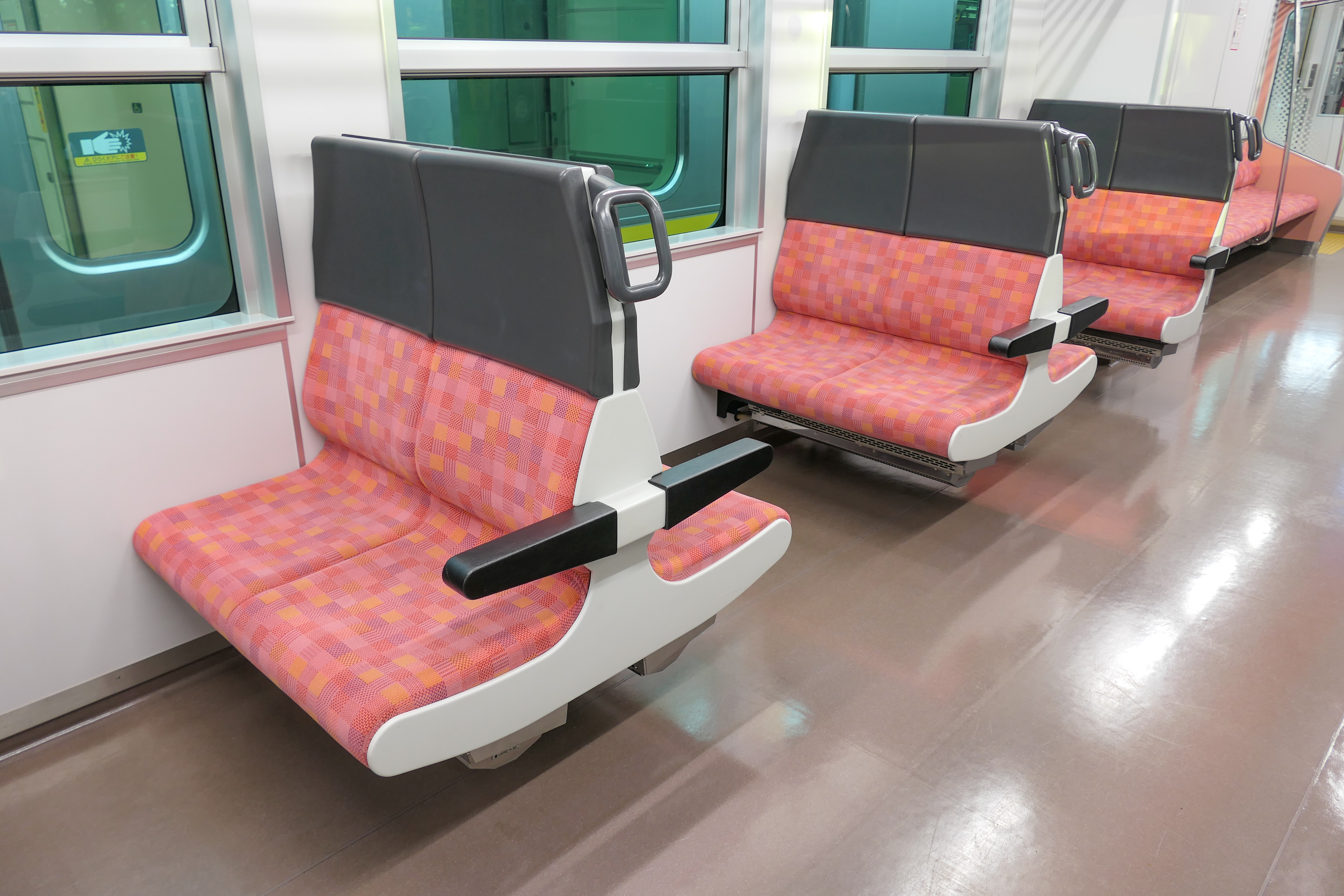
2列クロスシート（2022年7月）
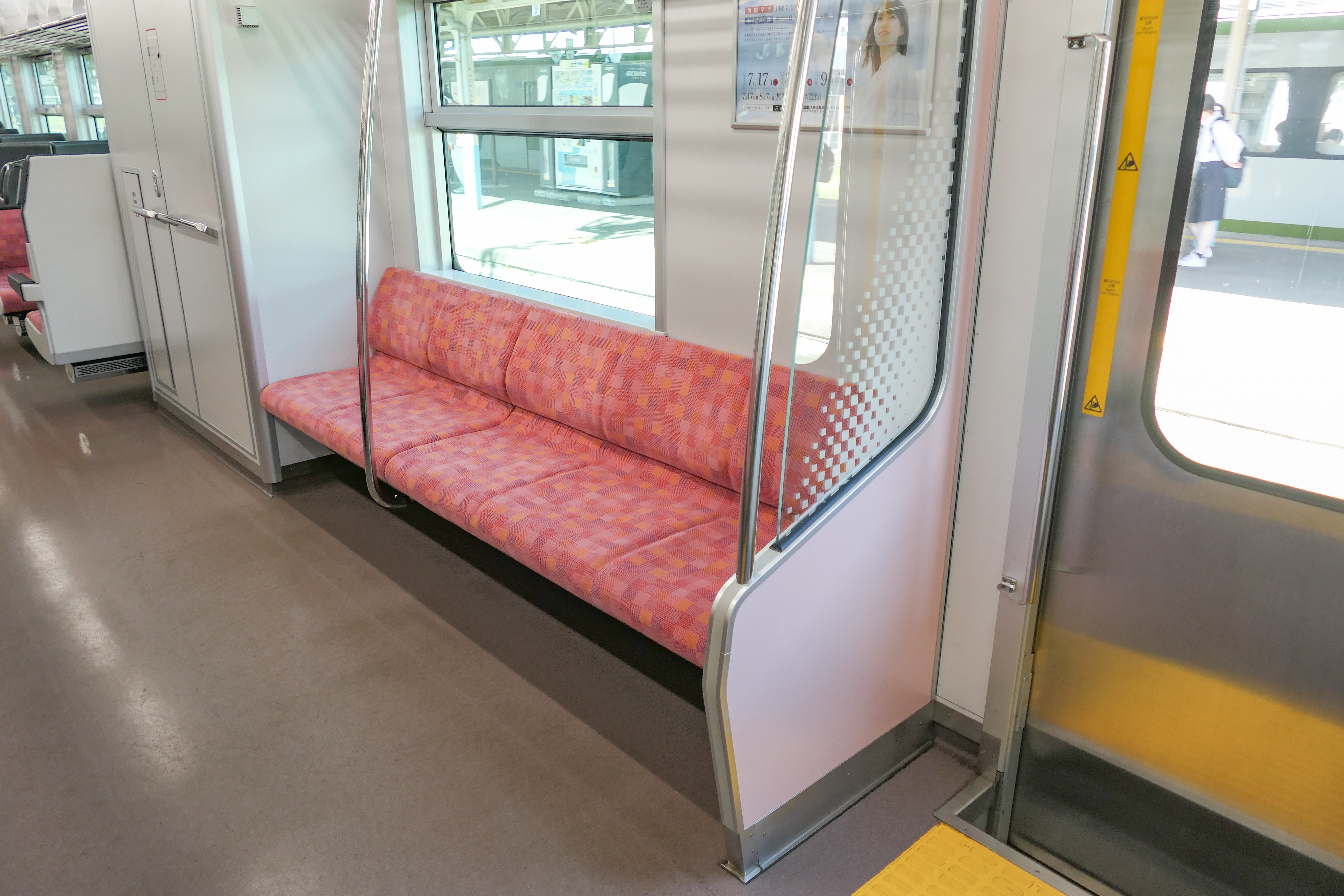
ロングシート（2022年7月）

トイレ設備はGV-E400形・GV-E401形の客室後位寄りに、JIS規格の電動・手動車椅子対応のもの（洋式）を設置した。客室内の見通しを妨げないように枕木方向の寸法を抑えた構造である。汚物処理装置は臭気対策のため真空式とした。床下の主回路搭載スペースを確保する都合から、汚物タンクは床上タンク式である。

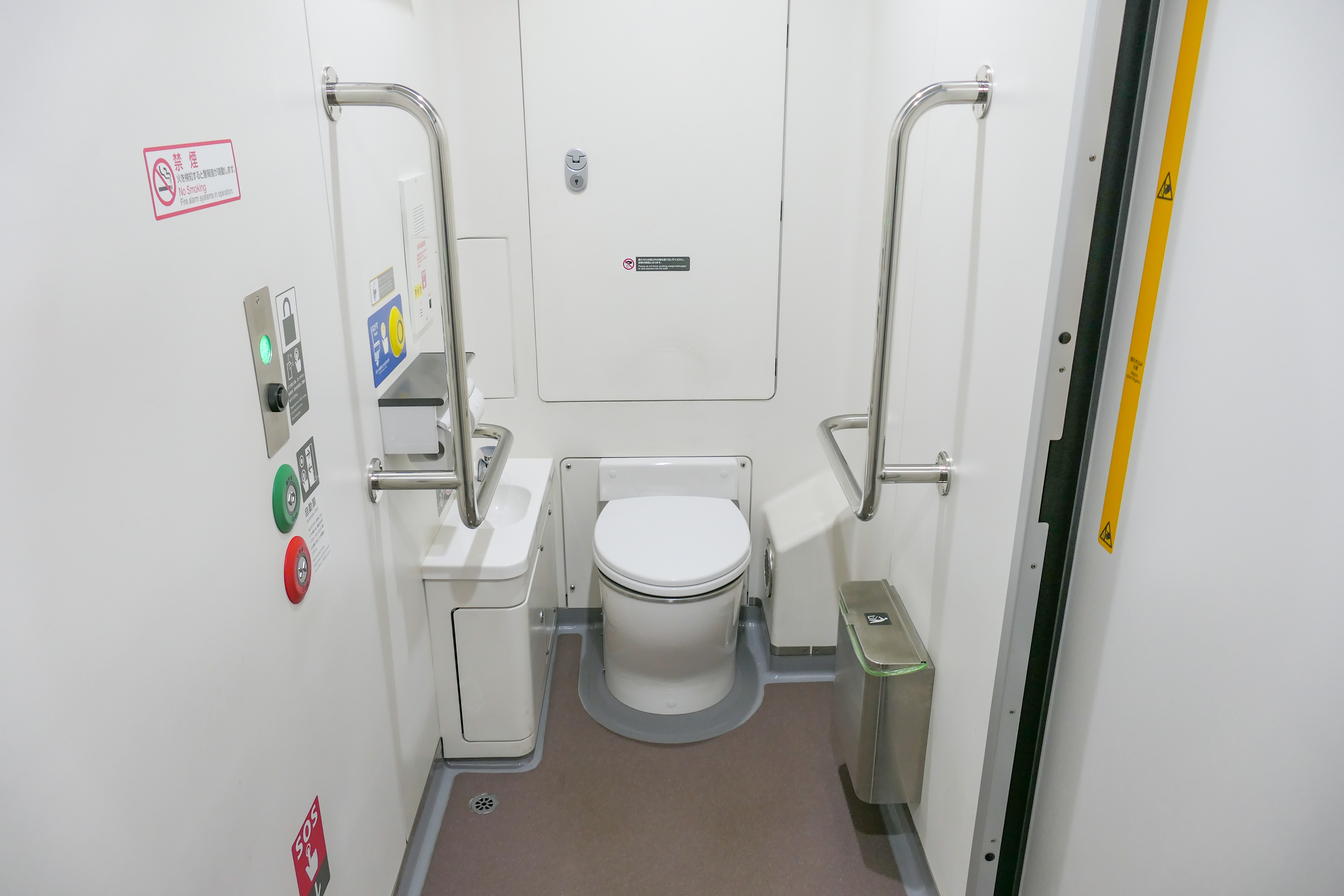
便所（2022年7月）

#### その他
移動制約者対応として、各客室扉引戸鴨居部に扉開閉表示灯、GV-E400形・GV-E401形の客室後位（便所向かい）に車椅子スペースを設けている。また、各車とも、客室中央の前位寄りに機器室を配置している。
客室を仕切る妻引戸は内蔵されたドアクローザーで自然に閉まる機能を有している。

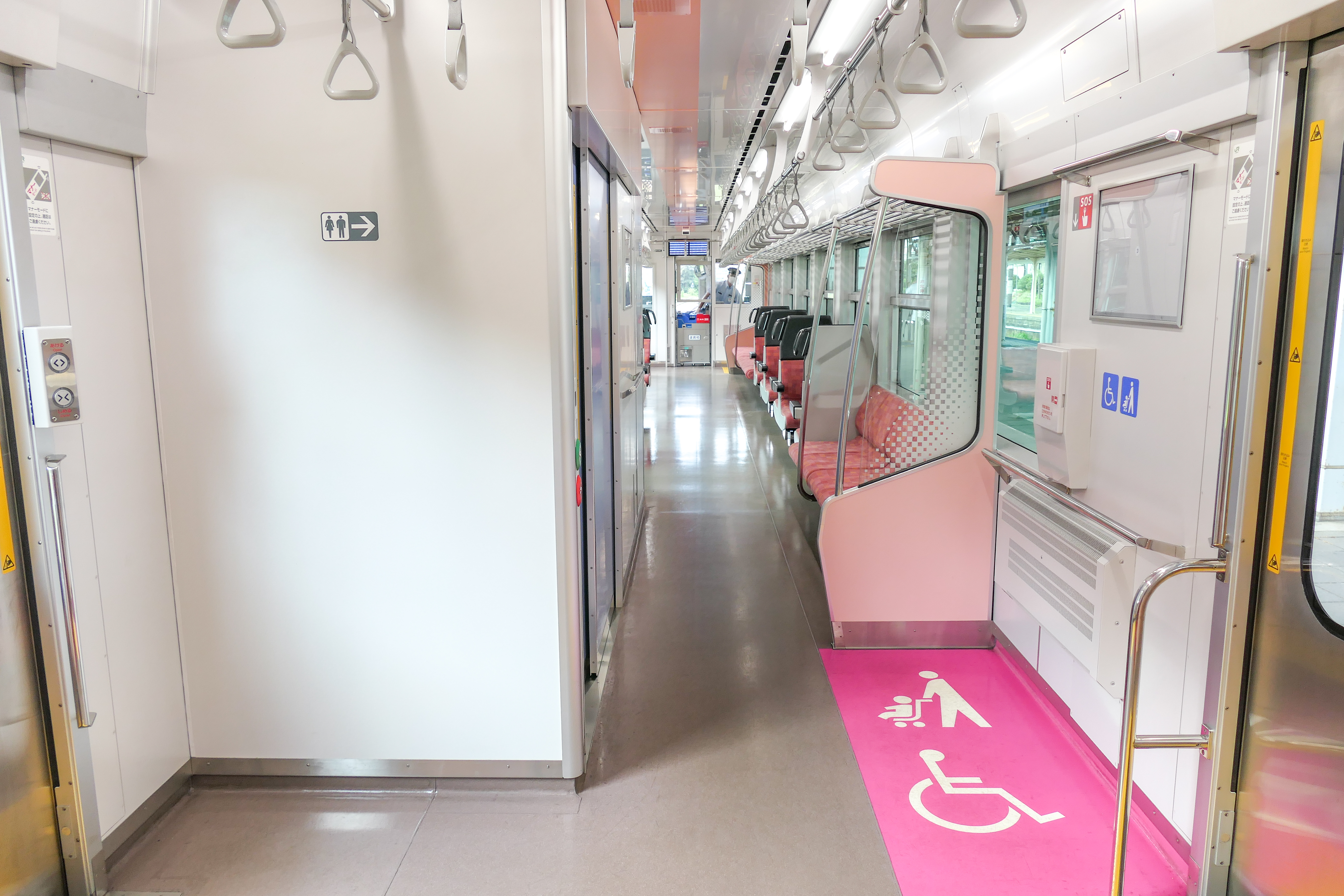
車椅子スペース（2022年7月）

### 乗務員室
半室仕様の貫通構造となっており、非貫通時は、客室との間に設けられた妻引戸により客室と完全に仕切ることが可能である。ワンマン運転時には助手側背面に収納された運賃箱を客室側に展開して仕切ることも可能であり、貫通時は、運転室側の引戸と助手側の開戸で仕切ることが可能である。
運転台は、モニタ装置（前述）と接続された7.5インチのタッチパネル式表示設定器を搭載したほか、既存の気動車と同等の前方視認性を確保しつつ計器盤内の機器を従来より大型化した。機器配置は既存の気動車を基本に電気式気動車特有の機器を配置している。主幹制御器は左手操作のワンハンドル式とした。
このほか、助士側開戸上部にワンマン運転時に使用する後方確認のミラーを取付けている。

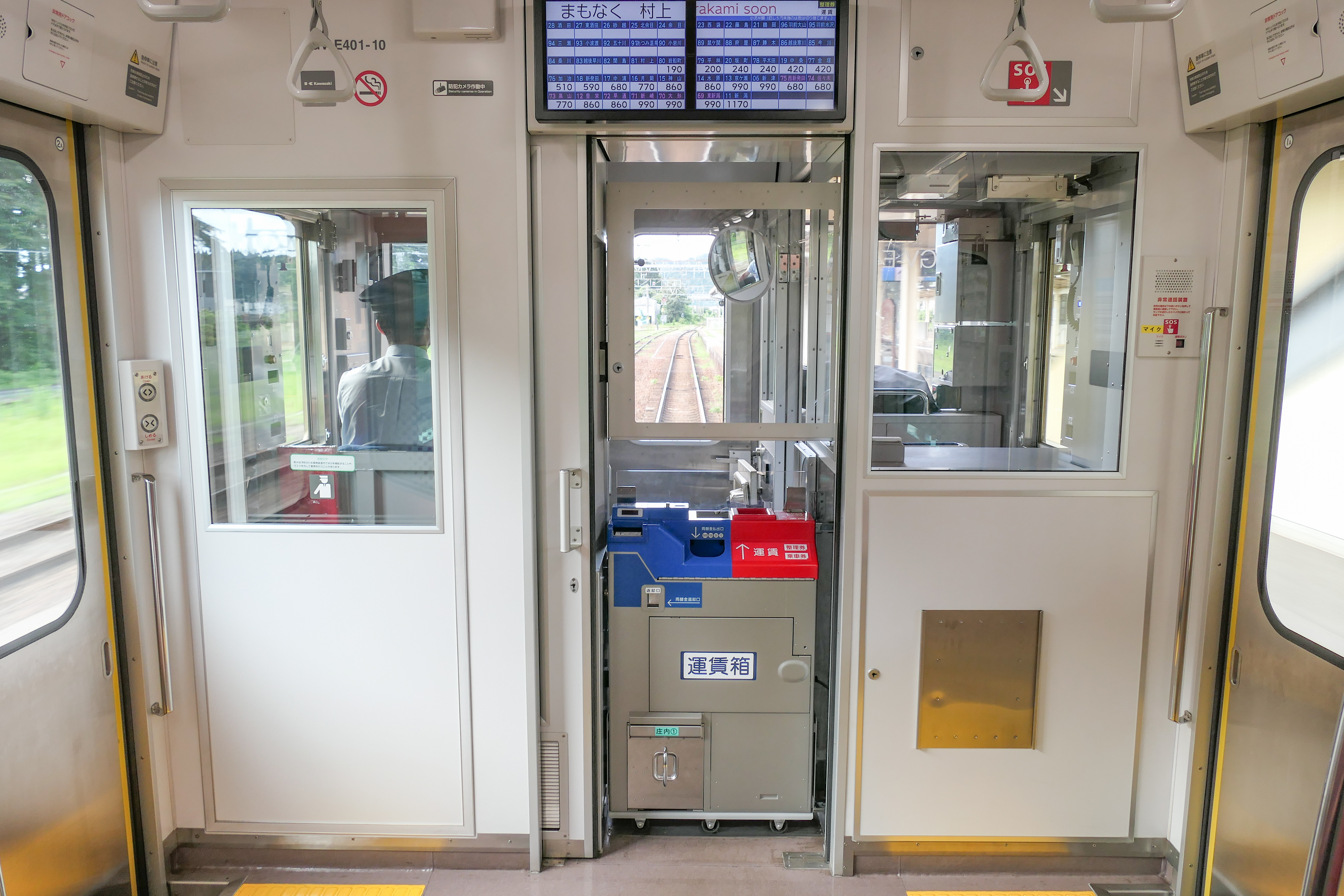
半室仕様の乗務員室（2022年7月）
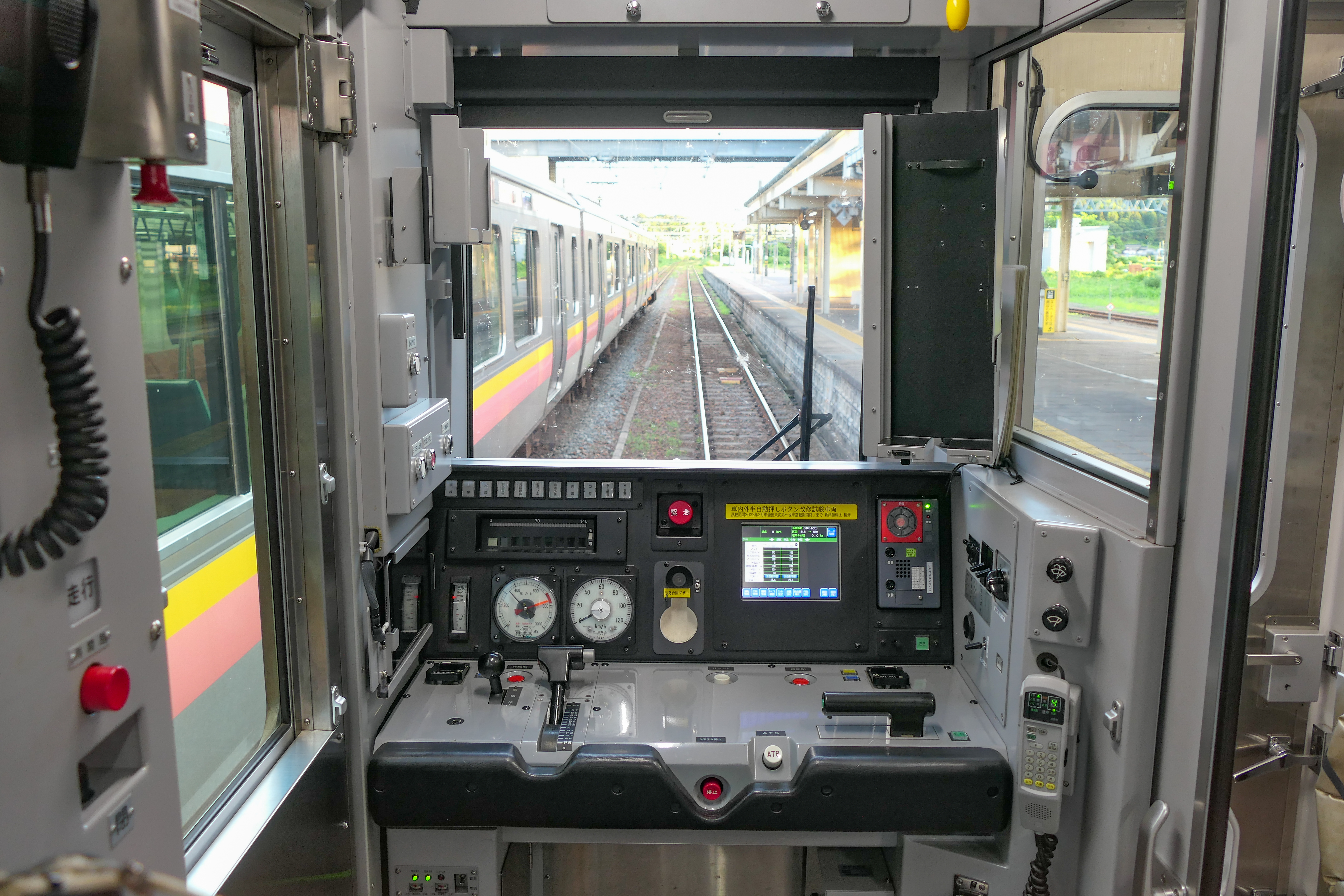
運転台（2022年7月）

## 形式
車体や各機器はキハE130形500番台に続き、国内外を対象に公募調達を行っている。製造は川崎重工業が担当した。
GV-E400形 - 両運転台車、トイレ設置車両。
- 19両が製造（1 - 8が新潟車両センター所属、9 - 19が秋田総合車両センター所属）。

GV-E401形 - 片運転台車、トイレ設置車両。
- 22両が製造（1 - 16が新潟車両センター所属、17 - 22が秋田総合車両センター所属）。

GV-E402形 - 片運転台車、トイレ無し。
- 22両が製造（配置はGV-E401形と同じ）。

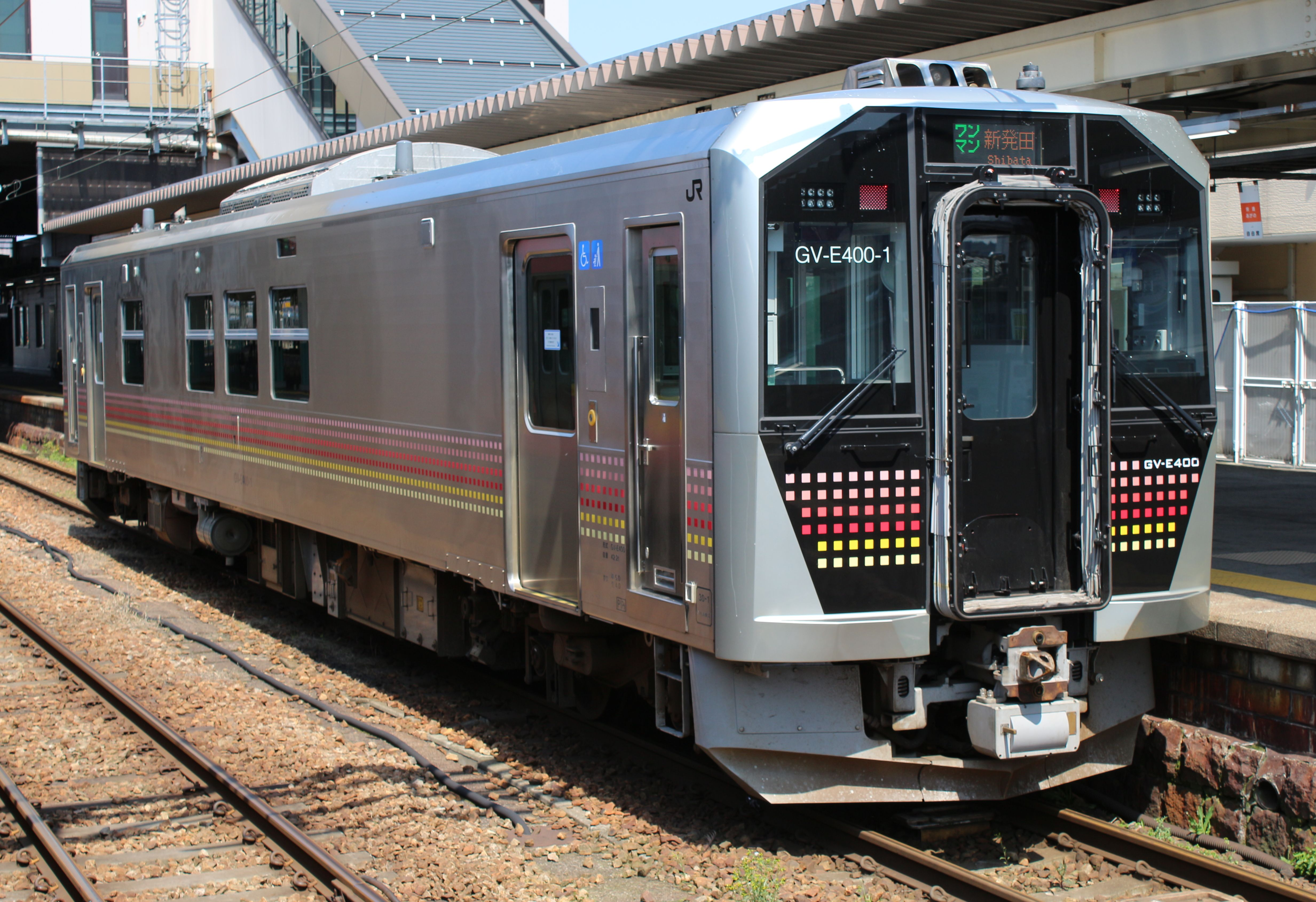
GV-E400形（新潟地区用）
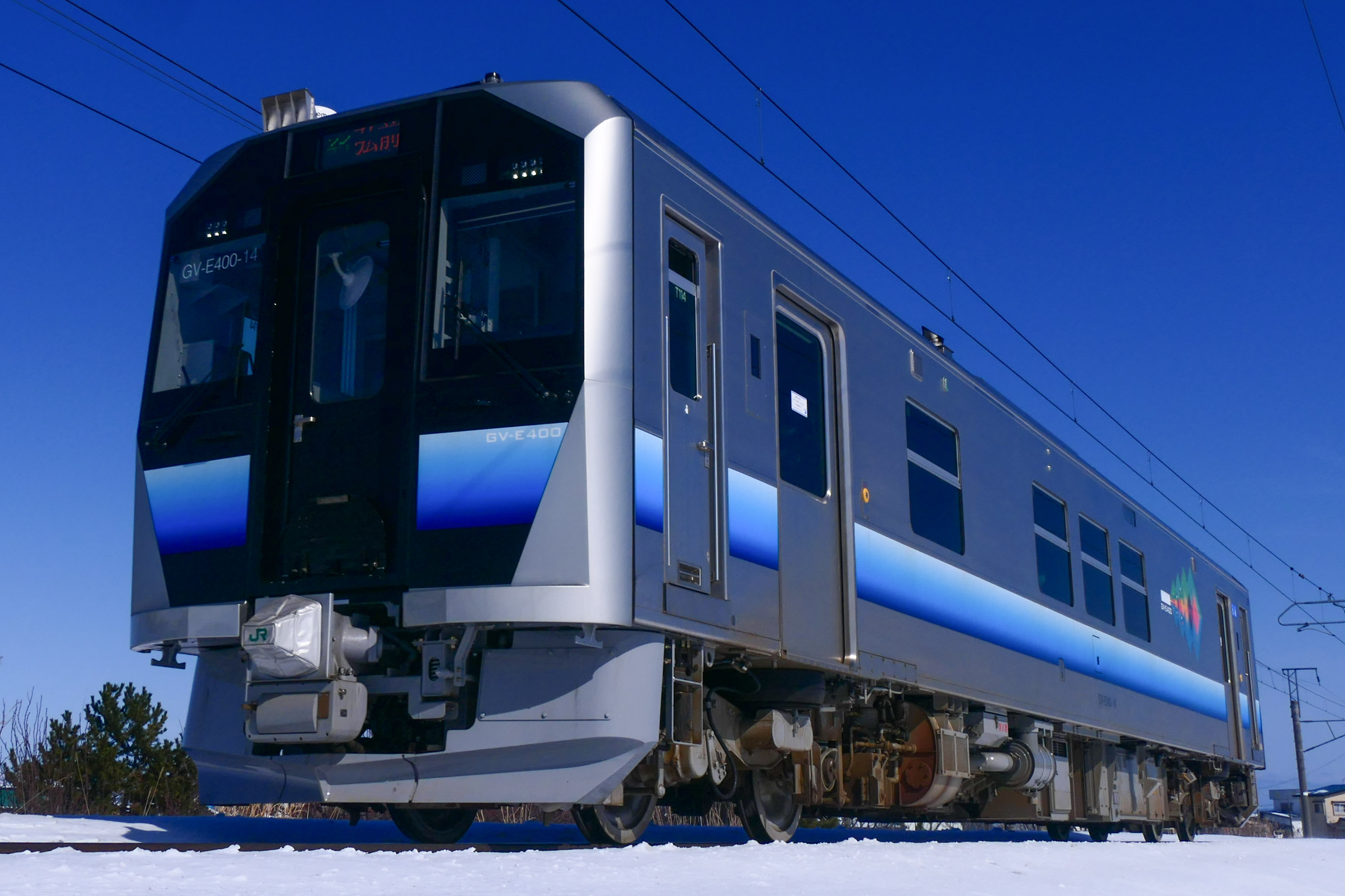
GV-E400形（秋田地区用）
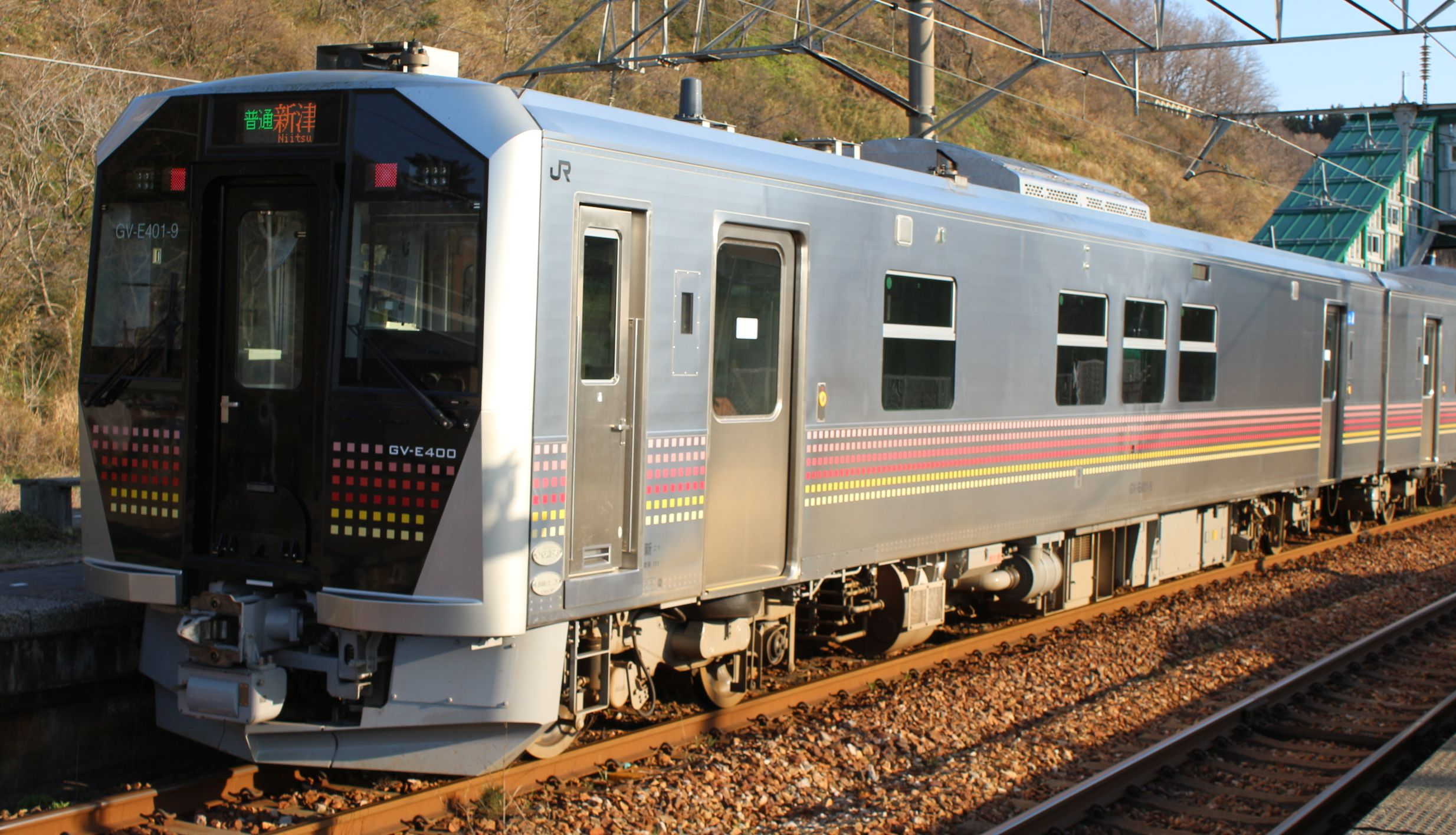
GV-E401形（新潟地区用）
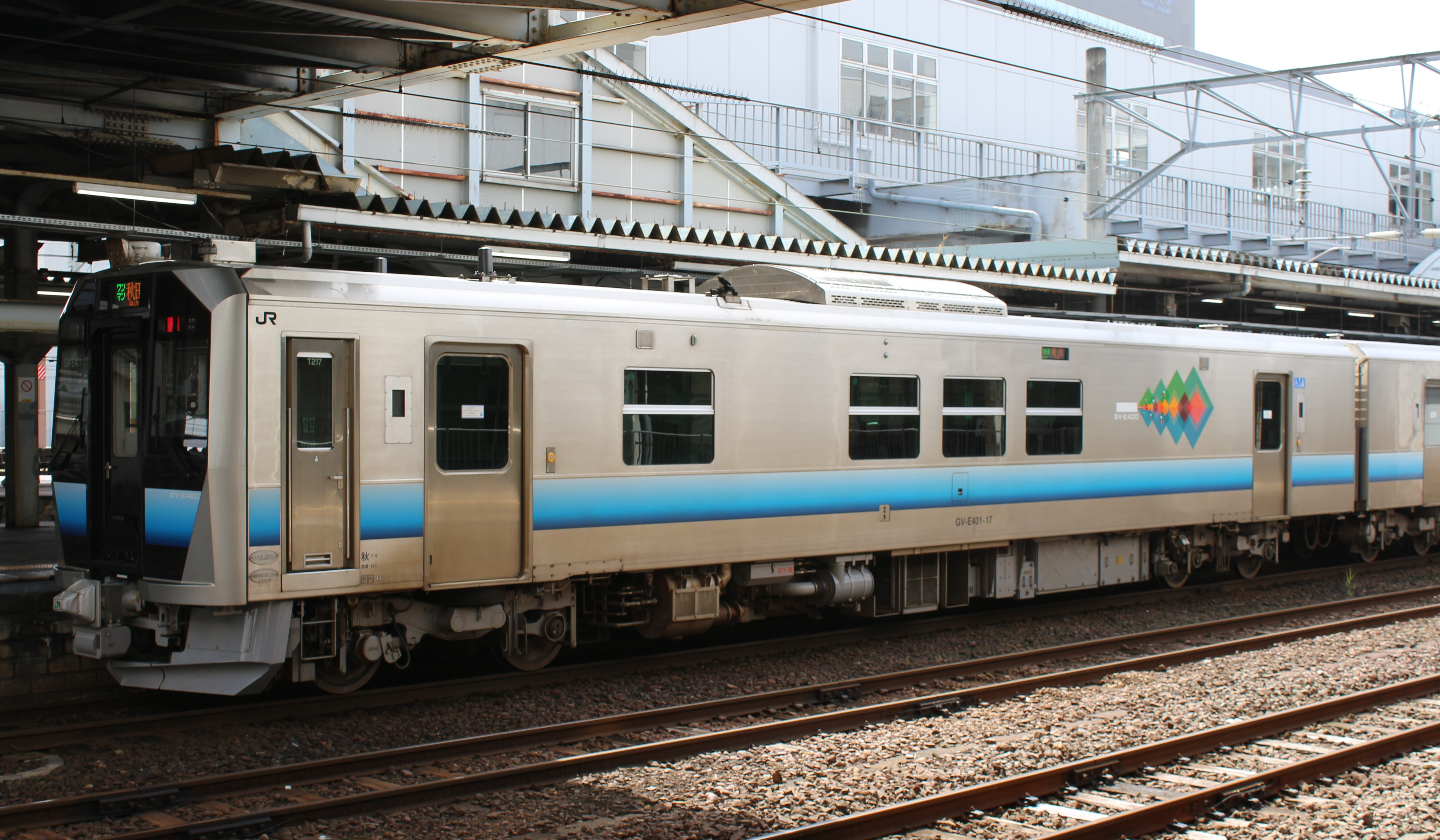
GV-E401形（秋田地区用）
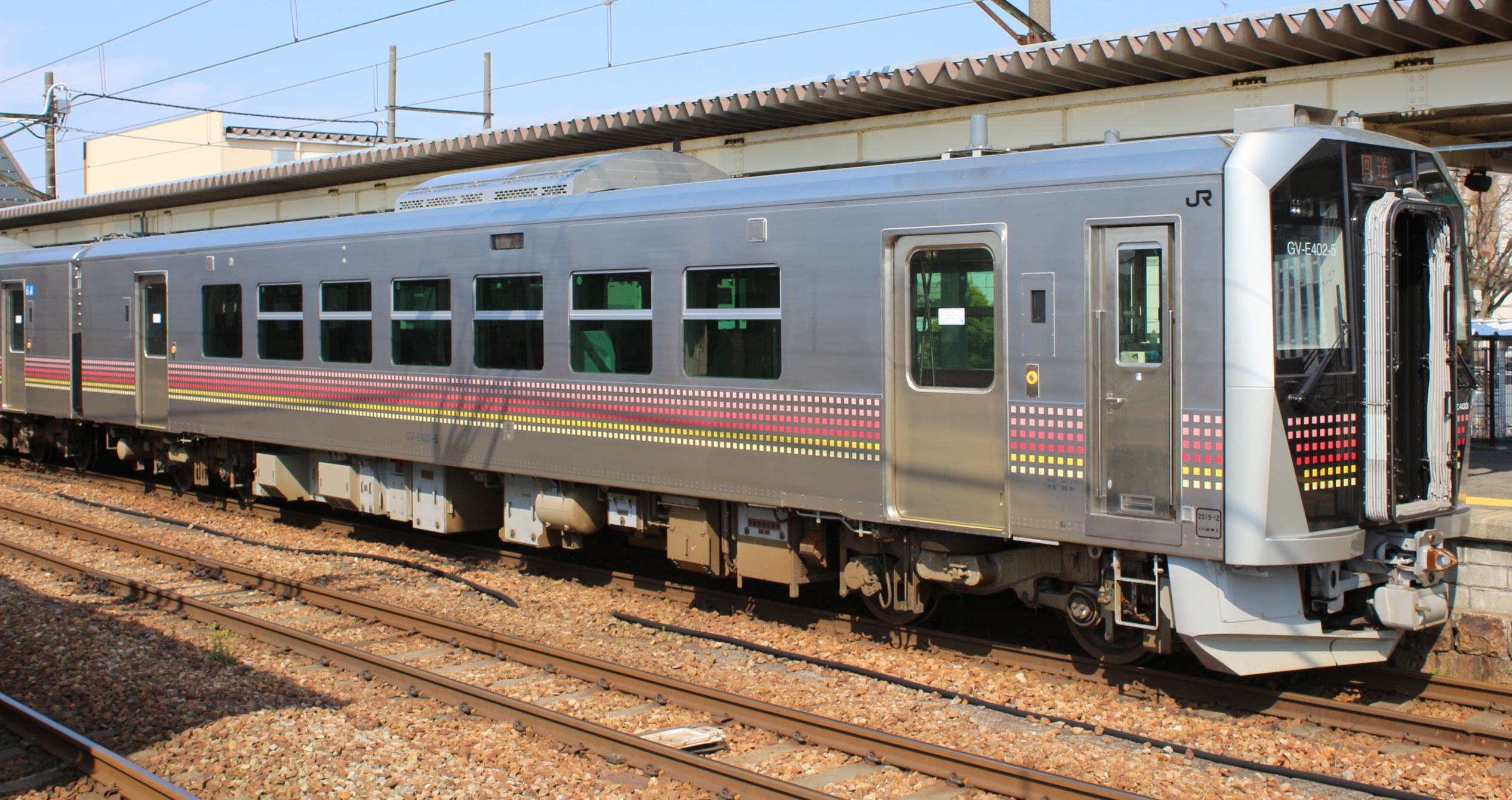
GV-E402形（新潟地区用）
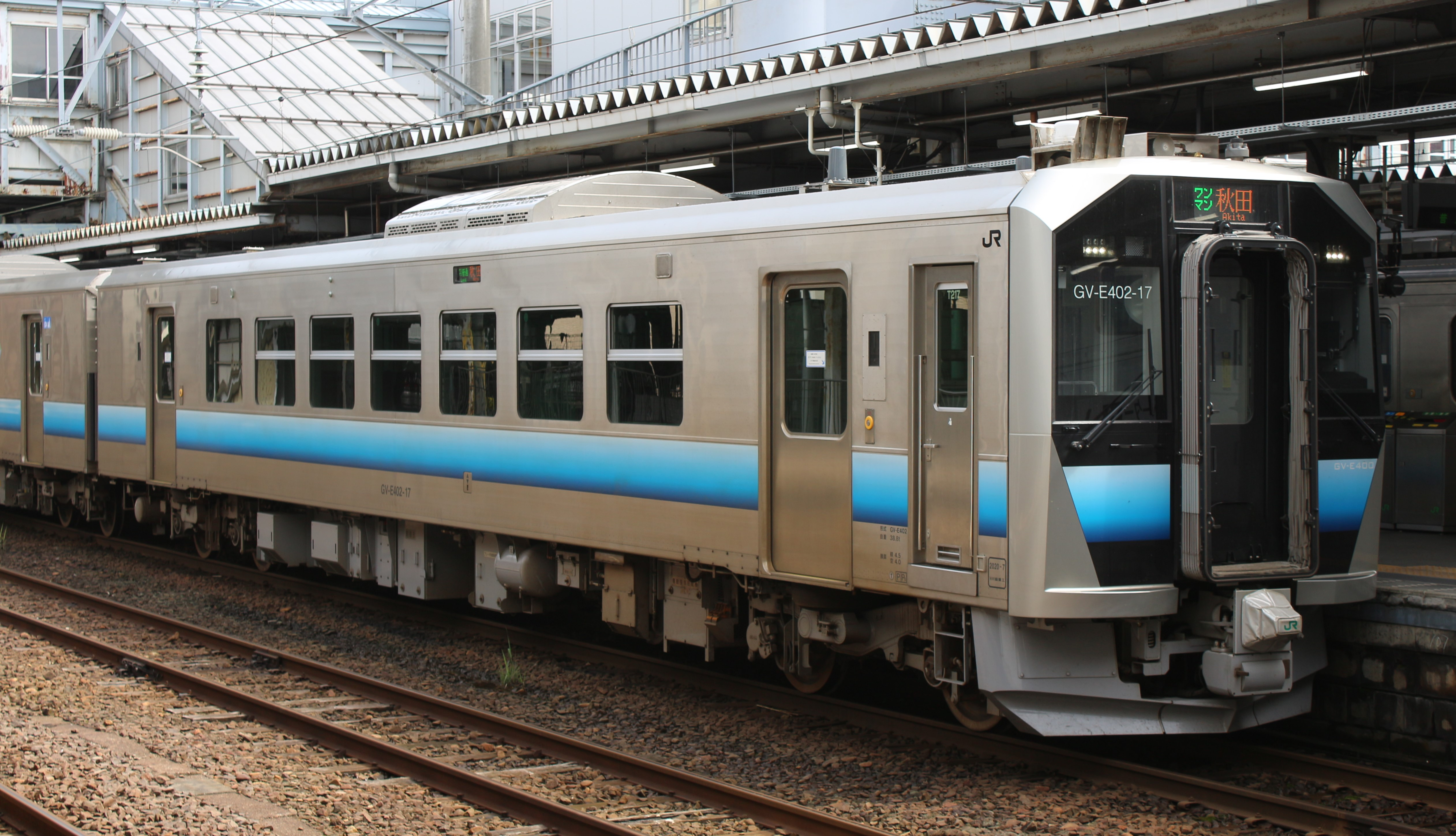
GV-E402形（秋田地区用）

## 運用
走行線区は以下の通り。2地区あわせて両運転台車19両、2両編成22本44両の計63両が投入された。
なお、JR東日本では2015年（平成27年）時点で、前述の63両を含めて約150-250両程度の電気式気動車の新造を計画している。
2024年（令和6年）7月の豪雨被害を受け、奥羽本線の新庄駅 - 院内駅間が不通になり、2025年（令和7年）4月25日から運転が再開されたが、同区間については復旧工事とともに電車線の撤去（電化廃止）が行われ、新たに同系列の運用を拡大した。。
投入予定とは別に、ローカル線向け列車制御システムの実地試験車両として八高線非電化区間で2020年9月から2021年1月まで試験運行された。

### 新潟地区
落成当初は新津運輸区に、2023年以降は新潟車両センターに配置される。
2018年（平成30年）1月に量産先行車として各車種1両ずつの3両が配置された。量産車投入後の2019年（令和元年）8月19日より一部線区で先行して営業運転を開始し、2020年（令和2年）3月14日までに計40両が導入された。
- 羽越本線（新津駅 - 酒田駅）
- 信越本線（新津駅 - 新潟駅）
- 米坂線（全線）
- 磐越西線（会津若松駅 - 新津駅）

### 秋田地区
秋田総合車両センター南秋田センター（2021年までは秋田車両センター）に配置される。
- 五能線（全線、奥羽線川部 - 弘前を含む）
- 奥羽本線（新庄駅 - 秋田駅 - 東能代駅）秋田以南は2025年4月25日より運行開始[6]。

2020年12月12日より五能線で営業運転を開始した。2021年3月13日からは津軽線の非電化区間と非電化区間へ直通する列車にも導入されたが、津軽線の非電化区間（蟹田 - 三厩）は2022年夏の豪雨で不通となり、その後沿線自治体が超閑散区間として知られていた同区間の廃線を受け入れたため、2027年春の全国ダイヤ改正時を予定している正式な廃線に先駆け2025年3月限りで津軽線と津軽線列車への送り込み回送を兼ねる奥羽線弘前-青森間列車の運用を離脱、今後も運行が続けられる列車については701系へ置き換えられた。一方、2024年夏の豪雨で不通となった奥羽本線の新庄 ｰ 院内間では土砂災害警戒区域の多さや沿線人口の少なさ、災害からの早期復興に電化設備が足かせとなることを理由に同区間の列車の気動車化（同時に架線も撤去）を決定、本形式の運用を拡大した（一部キハ110陸羽東線・陸羽西線仕様車も使用）。このほか秋田港駅を活用したクルーズ客船利用者の専用列車にも使われたことがある。

## 車歴表
特記ない限りは2023年（令和5年）4月1日時点の情報を示す。
- 製造…川重：川崎重工業
- 配置…秋田：秋田車両センター→秋田総合車両センター南秋田センター、新津：新津運輸区、新潟：新潟車両センター